# Emeryk (książę belgijski)
Emeryk, książę Belgii, właśc., nid. Aymeric Auguste Marie (ur. 13 grudnia 2005, Woluwe-Saint-Lambert) – trzecie dziecko księcia belgijskiego Wawrzyńca z dynastii sasko-koburskiej i jego żony księżnej Klary Ludwiki. Jest obecnie piętnasty w linii do tronu belgijskiego.

## Rodzina
Książę Mikołaj urodził się jako wcześniak o 18:55 13 grudnia 2005 roku. Ważył 2210 gramów. Ma starszą siostrę - księżniczkę Ludwikę i starszego brata bliźniaczego Mikołaja.
Uczęszcza obecnie do Liceum Francuskiego w Brukseli (Lycée Français de Bruxelles), do którego chodzą również jego siostra i brat.